# Elektriciteitscentrale Mountaineer

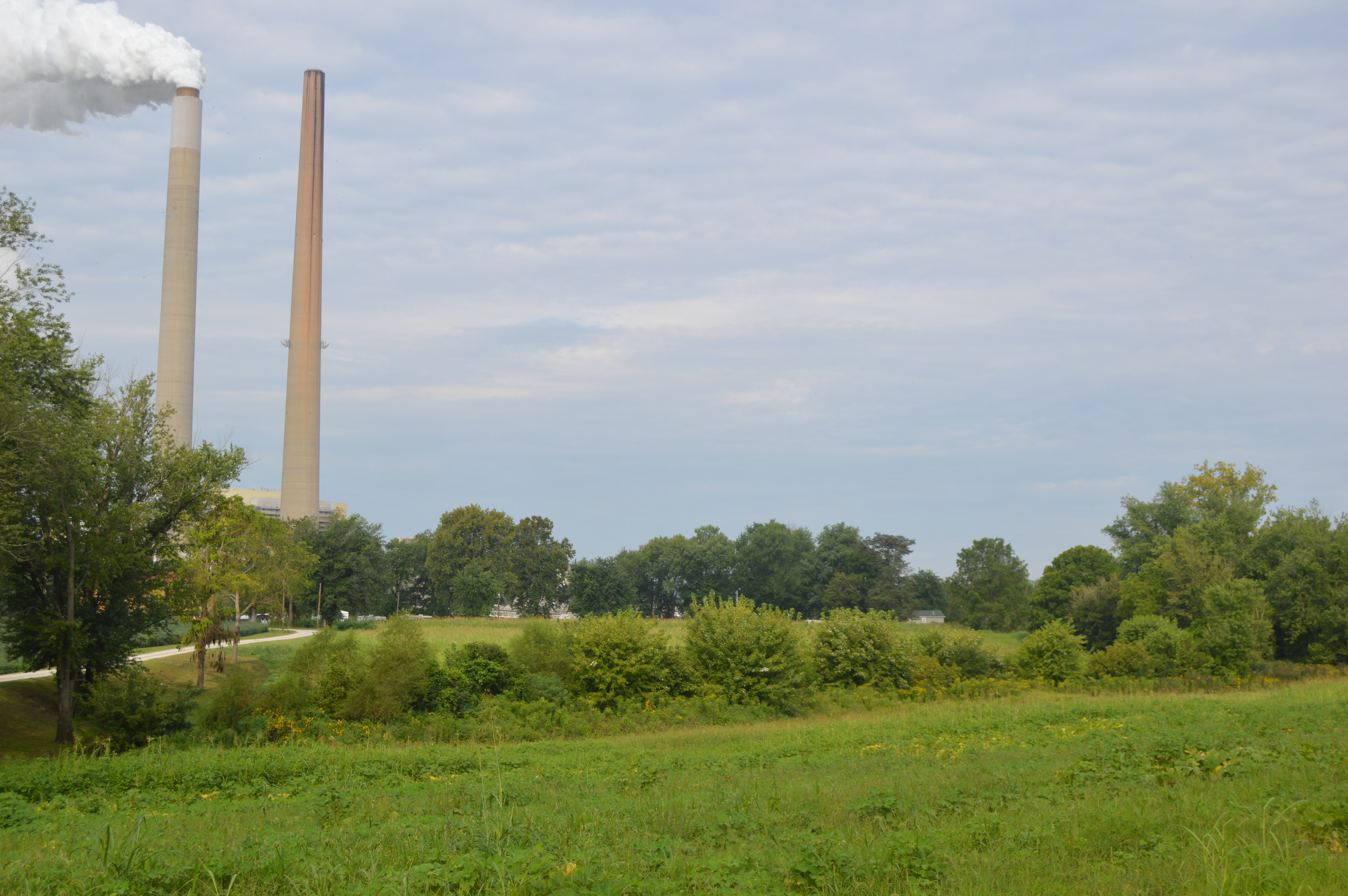
Mountaineer Power Plant

De Mountaineer Power Plant is een thermische elektriciteitscentrale in New Haven (West Virginia) in de Verenigde Staten. De centrale is vooral bekend voor zijn 336,2 meter hoge schoorsteen, gebouwd in 1980.